# 卡爾比夫卡 (文尼察州)
48°51′58″N 29°23′44″E / 48.86611°N 29.39556°E
卡爾比夫卡（羅馬化：Karbivka）是烏克蘭文尼察州海辛區的村莊，處於馬丘哈河畔，始建於1531年，面積3.8平方公里，海拔高度229米，2001年人口1,102。